# Leptomastix
Leptomastix is een geslacht van vliesvleugeligen uit de familie Encyrtidae. De wetenschappelijke naam van dit geslacht is voor het eerst geldig gepubliceerd in 1856 door Förster.

## Soorten
Het geslacht Leptomastix omvat de volgende soorten:
- Leptomastix abyssinica Compere, 1931
- Leptomastix africana Anga & Noyes, 1999
- Leptomastix algirica Trjapitzin, 1989
- Leptomastix auraticorpus Girault, 1915
- Leptomastix calopterus Masi, 1921
- Leptomastix citri Ishii, 1928
- Leptomastix dactylopii Howard, 1885
- Leptomastix digitariae Risbec, 1959
- Leptomastix ephyra Noyes & Hayat, 1994
- Leptomastix epona (Walker, 1844)
- Leptomastix flava Mercet, 1921
- Leptomastix fulva (Nikol'skaya, 1952)
- Leptomastix gunturiensis Shafee, 1971
- Leptomastix herreni Anga & Noyes, 1999
- Leptomastix hibiscusae Risbec, 1959
- Leptomastix histrio (Förster, 1856)
- Leptomastix jonesi Noyes, 1999
- Leptomastix kirkleyae Noyes & Hayat, 1994
- Leptomastix longicornis Khan & Shafee, 1975
- Leptomastix maculipes Trjapitzin, 1965
- Leptomastix mayri Özdikmen, 2011
- Leptomastix nigra Compere, 1938
- Leptomastix nigritegulae Girault, 1915
- Leptomastix nigrocincta Risbec, 1959
- Leptomastix nigrocoxalis Compere, 1928
- Leptomastix salemensis Hayat, Alam & Agarwal, 1975
- Leptomastix subfasciata (Szelényi, 1971)
- Leptomastix sylvae Noyes & Hayat, 1994
- Leptomastix tanasijtshuki Sharkov, 1983
- Leptomastix tetrica Noyes & Hayat, 1994
- Leptomastix trilongifasciata Girault, 1916
- Leptomastix tsukumiensis Tachikawa, 1963